# Syngastes gregoryi
Syngastes gregoryi is een eenoogkreeftjessoort uit de familie van de Tegastidae. De wetenschappelijke naam van de soort is voor het eerst geldig gepubliceerd in 1932 door Pesta.